# Melfi
Melfi város (közigazgatásilag comune) Olaszország Basilicata régiójában, Potenza megyében.

## Fekvése
A város a Monte Vulture lábánál fekszik. Határai: Aquilonia, Ascoli Satriano, Candela, Lacedonia, Lavello, Monteverde, Rapolla, Rionero in Vulture és Rocchetta Sant’Antonio.

## Története
Az első települést a mai Melfi területén a daunusok alapították. A rómaiak az i.e. 291-ben alapított Venusia coloniához csatolták. A Nyugatrómai Birodalom bukása után nagy jelentőségre tett szert ugyanis a bizánciak és longobárdok által birtokolt területek határán helyezkedett el. A 11. század elején a normannok hódították meg és a Szicíliai Királyság része lett. Melfi 1059-ben az Apuliai Hercegség része lett, majd ugyanebben az évben, valamint 1109-ben is pápai zsinat színhelye volt. 1089-ben itt hirdették ki az első keresztesháborút. 1231-ben II. Frigyes német-római császár kiadta a melphei alkotmányt (Constitutiones Augustales), amelyben megerősítette királyságának kormányzási eszközeit valamint felállította az adózási rendszer alapjait. A következő évszázadokban a Nápolyi Királyság része volt és hosszas hanyatlási időszakba lépett. A város gazdasági élete a 19. században indult ismét fejlődésnek.

### Magyar vonatkozások
I. Lajos magyar király második nápolyi hadjárata során, 1350. júliusában ostrommal foglalta el Melfi várát az Acciaiuoli fivérektől, akik a várat „kiváló hozzáértéssel és vitézséggel védelmezték”.
A Névtelen Minorita szerint Melfi várának ostroma közben Lackfi Miklós és unokaöccse Dénes Benevento városánál 150 katonával 300 német zsoldoson ütött rajta, akik azt tervezték, hogy a magyar királyt megkötözve viszik Johanna nápolyi királynő elé. Lackfiék a zsoldosok egyik felét levágták, a másik felét pedig megkötözve hurcolták Lajos elé, aki lefegyvereztette, majd szétkergettette őket.
Melfi ostroma közben, július 9-én kapott I. Lajos párbajkihívást Tarantói Lajos nápolyi királytól. A párbajsegédek a nápolyi Szent Antal templomban egyeztek meg a párbaj körülményeiben: az 1351. január 6. és január 14. között lett volna II. Eduárd angol király előtt. A párbajból később nem lett semmi, mert Tarantói Lajos visszalépett.

## Népessége
A népesség számának alakulása:

## Főbb látnivalói
- Castello dei Doria - a város látképét meghatározó vár, amelyet a 11. században a normannok uralkodása idején építettek. Az eredetileg négyszögletű várat a 16-18. századokban bővítették ki. I. Károly nápolyi király a várban rendezte be rezidenciáját. Később a Caracciolo, majd a Doria nápolyi nemesi családok tulajdonába került át. Otthont ad az 1976-ban alapított 'Melfi Nemzeti Régészeti Múzeumnak (Museo Archeologico Nazionale del Melfese), amely a város ókori és középkori emlékeit mutatja be.
- Santa Maria Assunta-katedrális - barokk stílusú, normann harangtoronnyal
- a 11. században épült, majd a 18. században barokk stílusban átépített püspöki palota (Palazzo del Vescovado)
- Santa Lucia-barlangtemplom (1260)
- Sant’Antonio-templom
- Santa Maria ad Nives-templom
- Santa Margherita-templom (12. század)